# Gerroidea
Gerroidea Leach, 1815, è una superfamiglia di Insetti dell'Ordine dei Rincoti Eterotteri, infraordine Gerromorpha, comprendente specie predatrici e acquaiole.

## Descrizione
I Gerroidei hanno un corpo più o meno allungato, di dimensioni medie, con capo non più lungo del protorace e del mesotorace messi insieme. Il capo è provvisto di ocelli oppure privo, ha antenne relativamente lunghe e rostro composto da 3 o 4 segmenti. Le zampe hanno tarsi composti da 2-3 segmenti.

## Biologia
Le caratteristiche principali di questo raggruppamento sono l'habitat e il comportamento. I Gerroidei sono insetti terrestri che vivono prevalentemente stazionando per tempi più o meno lunghi sulla superficie dell'acqua in quanto è da questo ambiente che traggono alimento. Tutte le specie di questa famiglia hanno la proprietà di "pattinare" sul pelo libero dell'acqua sfruttandone la tensione superficiale: le forze di coesione fra le molecole dell'acqua disposte in superficie impediscono che queste si separino sotto la sollecitazione dei tarsi delle zampe e sorreggono perciò l'intero corpo dell'insetto senza che questo affondi. La famiglia più rappresentativa di questo raggruppamento, quella dei Gerridi, ha nomi comuni che ricordano questa proprietà: in italiano sono detti comunemente insetti pattinatori o, meno frequentemente, sciatori d'acqua; in inglese esiste un ampio repertorio di nomi comuni fantasiosi che richiamano questa proprietà dei Gerridi: water striders, magic bugs, water scooters, water skaters, ecc. Nonostante questi nomi siano utilizzati specificamente per i Gerridi, la proprietà di scivolare "pattinando" sull'acqua è estesa a tutta la superfamiglia e si riscontra anche in altri Gerromorfi (Idrometre).
La maggior parte dei Gerroidei colonizza ambienti d'acqua dolce, ma non mancano specie legati ad ambienti marini, comprese nei generi Halobates (Gerridae) e Hermatobates (Hermatobatidae).

## Sistematica
Diverse fonti inseriscono i Gerroidei in un unico raggruppamento, quello dei Nepomorpha, che comprende la generalità dei Rincoti acquatici e acquaioli, altre fonti discernono invece fra i Rincoti acquaioli e quelli acquatici, per quanto ci siano comunque suddivisioni non uniformemente condivise all'interno dei Gerromorfi e della stessa superfamiglia.
Secondo lo schema tassonomico adottato dall'ITIS e dal Zoological Record, la superfamiglia si suddivide in tre famiglie, denominate rispettivamente Gerridae, Hermatobatidae e Veliidae.
La famiglia dei Veliidi e quella dei Gerridi sono le più ricche, rispettivamente, la prima con 673 specie in 46 generi, la seconda con 586 specie in 69 generi. La famiglia Hermatobatidae comprende, invece, il solo genere Hermatobates, con 8 specie.